# Siphonodosaria
Siphonodosaria es un género de foraminífero bentónico de la familia Stilostomellidae, de la superfamilia Stilostomelloidea, del suborden Buliminina y del orden Buliminida. Su especie tipo es Nodosaria abyssorum. Su rango cronoestratigráfico abarca desde el Eoceno hasta la Actualidad.

## Discusión
Clasificaciones previas incluían Siphonodosaria en el suborden Rotaliina del orden Rotaliida.

## Clasificación
Siphonodosaria Se han descrito numerosas especies de Siphonodosaria. Entre las especies más interesantes o más conocidas destacan:
- Siphonodosaria abyssorum
- Siphonodosaria paucistriata

Un listado completo de las especies descritas en el género Siphonodosaria puede verse en el siguiente anexo.